# Karel Kosik
Karel Kosík (Prag, 26. lipnja 1926. – Prag, 21. veljače 2003.) bio je znani češki neomarksistički filozof. U svom najpoznatijem filozofskom djelu Dijalektika konkretnog (1963.) Kosik je uspio napraviti originalnu sintezu heideggerovske fenomenologije i ideja mladog Marxa. Njegovi kasniji radovi bili su oštra kritika suvremenog društva s pozicije tradicionalne ljevice.

## Životopis
Karel Kosik je od 1937. do 1944. godine pohađao Državnu realnu gimnaziju u Pragu, no kako se teško pomirio s okupacijom svoje zemlje, on je od 1. rujna 1943. pa sve dok ga Gestapo nije uhitio 17. studenog 1944., bio član češkog ilegalnog komunističkog anti-nacističkog pokreta otpora - Předvoj ( Avangarda) i glavni urednik ilegalnog časopisa Boj mladých (Borba mladih). Nakon uhićenja Kosik je podvrgnut višekratnom policijskom ispitivanju i torturi, optužen je za veleizdaju i upućen u Koncentracijski logor Theresienstadt (Terezin) u kojem je proboravio vrijeme od 30. siječnja do 5. svibnja 1945. kad je logor oslobođen.
Od 1945. do 1947. Karel Kosik studira filozofiju i sociologiju na Karlovom Sveučilištu u Pragu. Od 1947. – 1949. odlazi na kraće filozofske tečajeve na Lenjingradsko sveučilište i Državno sveučilište Lomonosov u Moskvi. Od 1953. radi kao znanstveni suradnik Češke akademije znanosti i umjetnosti.
Diplomski rad brani na Filozofskom fakultetu Lomonosovljevog univerziteta u Moskvi. Godine 1963. stiče titulu doktora znanosti odbranivši svoju doktorsku tezu koja je ujedno postalo i njegovo kapitalno djelo - Dijalektika konkretnog. U tom radu Kosik je uspio spojiti ponovno probuđenu težnju zapadnih filozofa za klasičnim filozofskim fenomenološkim pitanjima o bitku (koju je pokrenuo Martin Heidegger), s ponovnim preispitivanjem klasičnih marksističkih kategorija (partija kao svjesni dio proleterijata, kolektiv nasuprot pojedincu) i došao do epohalnih zaključaka - bitak čovjeka je u totalitetu vrste, i ljudi kao socijalna bića (bića kolektiva) poput mrava ili pčela, svoj bitak mogu imati samo u totalnom,to djelo donijelo mu je međunarodnu reputaciju kao vodećeg filozofa humanističkog marksizma. 
Od 1968. postavljen je za profesora filozofije na Karlovom sveučilištu u Pragu, tad je postao i član Centralnog komiteta Češke komunističke partije. Karel Kosik imao je čvrste veze s krugom zagrebačkih filozofa praxisovaca, on je također bio član Uredničkog savjeta časopisa Praxis., također je posjećivao je Korčulansku ljetnu školu. 
Tijekom Praškog proljeća od 1968., Kosik je postao vodeći glas demokratskog socijalizma (uz Ivana Svitka, i druge istaknute češke marksističke humaniste). Njegov politički angažman doveo je do Kosika do gubitka posla na sveučilištu 1970., i izbacivanja iz partije, nakon što je kratko razdoblje češke demokratizacije završilo. Kosik je 1972. i uhićen, te ponovno dugo odsjedio u istražnom zatvoru u Pragu, s druge strane stan mu je temeljito pretresen uz oduzimanje knjiga i bilježaka.
Tako je Kosik ostao nezaposlen sve do 1990., tad se vratio na velika vrata u javni intelektualni život, kao jedan od rijetkih intelektualaca iz srednje Europe, koji je tada nastupao s pozicija ljevičarske socijalne provenijencije (što tada uopće nije bilo moderno u novorođenim mladim demokracijama bivšeg ortodoksno ljevičarskog istoka).

## Najvažnija djela
- Česká radikální demokracie (Češka radikalna demokracija), Prag 1958.
- Dialektika konkrétního (Dijalektika konkretnog), Prag 1963., 1965., 1966.
  - Engleski prijevod: Dialectics of the Concrete, Dordrecht 1976.
  - Francuski prijevod: La Dialectique du concret, Pariz 1970., 1978.
  - Talijanski prijevod: Dialettica del concreto., Milano 1965., 1972.
  - Japanski prijevod: Tokio 1977
  - Njemački prijevod: Die Dialektik des Konkreten, Frankfurt am Main 1967., 1970., 1971., 1973., 1976.
  - Španjolski prijevod: Dialéctica de lo concreto, México 1967.
  - Katalonski prijevod: Dialèctica del concret, Barcelona 1970.
  - Portugalski prijevod: Dialética do Concreto, Rio de Janeiro 1969., 1976., 1985., Lisabon 1977.
  - Grčki prijevod: Η διαλεκτική του συγκεκριμένου, Αtena 1975.
  - Slovenski prijevod: Dialektika konkretnega, Ljubljana 1967.
  - Srpsko-hrvatski prijevod: Dijalektika konkretnog, Beograd 1967.
  - Švedski prijevod: Det konkretas dialektik, 1979.
- Moral und Gesellschaft (Moral i društvo), Frankfurt am Mein 1968., 1970.
- La nostra crisi attuale (Naša današnja kriza), Roma 1969., Barcelona 1971.
- Století Markéty Samsové (Stoljeće Markete Samsove), 1993., 1995.
- Jinoch a smrt (Mladić i smrt), Prag 1995.
- Předpotopní úvahy (Pretpotopne misli), Prag 1997.
- Poslední eseje (Posljednji esej), Prag 2004.

## Vanjske poveznice
- The philosophic legacy of Karel Kosík  Arhivirana inačica izvorne stranice od 18. svibnja 2010. (Wayback Machine) (engl.)
- Karel Kosík Man and Philosophy (engl.)
- Biografski i bibliografski podatci o Karelu Kosiku (češ.)
- In memoriam Karelu Kosíku  Arhivirana inačica izvorne stranice od 4. ožujka 2016. (Wayback Machine)